# Homologationsblatt
Das Homologationsblatt beschreibt im Motorsport die genauen zulässigen Grenzen einer Kraftfahrzeugkonstruktion oder Kraftfahrzeugüberarbeitung, um an einer Rennveranstaltung im weitesten Sinne teilnehmen zu können. Alle Fahrzeuge, die in den Gruppen N, A, B, GT, ST, CL1 oder T2 starten, müssen die Bedingungen des Homologationsblattes erfüllen. Das Homologationsblatt wird vom verantwortlichen Hersteller des Fahrzeugs ausgearbeitet. Es gibt Blätter für ganze Fahrzeuge und nur Motoren, wichtig beispielsweise für die Formel 2 bis 1975 und die Formel 3 und Gruppe CN.
Nach Freigabe durch den räumlich zuständigen Motorsportverband ist das Homologationsblatt weltweit gültig. Die Zuordnung zu einem bestimmten Automodell wird durch die Homologationsnummer hergestellt.
Im Laufe der Produktion können Änderungen, die in die Serie einfließen, nachhomologiert werden. Auch erst später angebotene Sportgetriebe oder Differenzialsperren, auch ganze Karosseriekits, werden als Varianten oder Evolutionsstufen anerkannt, ebenso Verbesserungen an den Bremsen.

## Zeitliche Gültigkeit
Eine einmal ausgesprochene Homologation gilt so lange, wie das Modell vom Hersteller unverändert weiter gebaut wird. Nach Einstellung der Produktion läuft die Homologation nach sieben Jahren aus, wenn national nichts anderes bestimmt wird. Nach dem ab 1971 bis 1982 gültigen Anhang J betrug die Zeitspanne vier Jahre. Damals konnte – im Gegensatz zu heute – ein Fahrzeug nur in einer Gruppe homologiert sein; eine Homologation in der Gruppe 1 machte eine solche in der Gruppe 2 ungültig. Heute können Fahrzeuge in der Gruppe N und A gleichzeitig homologiert sein oder auch nur in einer von beiden. 

### Nationale Homologationen
In Deutschland bestimmt der DMSB, ob eine bestimmte Homologation über den ursprünglichen Termin, der durch das Produktionsende bestimmt wird, hinaus verlängert wird. So ist beispielsweise der Mitsubishi Lancer Evo V in Gruppe DA und DN (statt A und N) noch bis Ende 2008 homologiert. Auch für GTs ist eine Nachhomologation möglich.
Diese Maßnahme wird ergriffen, wenn noch Fahrzeuge dieses Typs im Land aktiv sind. Den Besitzern wird so die sofortige Anschaffung eines neuen Sportgerätes erspart. Ein Beispiel ist der BMW Mini Cooper S, der noch bis 2011 und darüber hinaus in Deutschland eingesetzt werden kann.

## Tourenwagen und GT
Zu den Tourenwagen zählen Fahrzeuge, die zum normalen Verkauf an die Kundschaft bestimmt sind und mindestens vier Sitzplätze aufweisen. Außerdem müssen bestimmte Mindeststückzahlen (Gr. N: 2.500 Fahrzeuge innerhalb von zwölf Kalendermonaten) nachgewiesen werden.
GT-Fahrzeuge, wie z. B. der Porsche GT3, verfügen meistens über nur zwei Sitze. Je nach Abmessungen fallen aber auch 2+2-Sitzer in diese Gruppe. Die meisten Straßenautos von Porsche entsprechen dieser Sitzkonfiguration.
Der Ferrari 575 M Maranello ist als GT bis 2010 homologiert. Eine Verlängerung ist momentan nicht beabsichtigt.

### Gruppe A
Die grundlegende Beschreibung des Fahrzeugs mit Daten zu Material der Karosserie und Abmessungen finden sich im A-Homologationsblatt. Der Motor wird in Material und Abmessungen detailliert beschrieben. Natürlich stehen auch die Angaben zum Hubraum da, die sich am einzelnen Fahrzeug in Grenzen aber ändern können. Der Artikel 255 des Int. Automobil-Sportgesetzes regelt die in Gruppe A erlaubten Änderungen. So dürfen alle Serienteile nachbearbeitet werden, sofern kein Material hinzugefügt wird. Die ursprüngliche Hubraumklasse muss aber beibehalten werden.
Ein typisches A-Blatt trägt folgende Eintragungen:
- gültig ab: (Datum der Homologation)
- zwei Fotos, schräg von vorn und schräg von hinten, des ganzen Autos
- Hersteller (z. B. Ford, VW) und Handelsbezeichnung, also z. B. 86 Polo Coupé GT
- Hubraum
- Beschreibung der Karosserie mit Maßangaben
- Beschreibung des Motors / Zylinderzahl / Kühlsystem / Material und Gewicht der Kolben, Pleuel, Kurbelwelle etc.
- Zylinderkopf und Gemischaufbereitung, Nockenwelle mit Ventilhub, Ventile und Ventilfedern.

Da die Bearbeitung der Nockenwelle freigestellt ist, sind die wichtigeren Maße wie Steilheit und Steuerzeiten nicht im A-Blatt erwähnt.
- Zündanlage, Schmiersystem, Kraftstoffanlage
- Kraftübertragung, Übersetzungsverhältnisse der in Gruppe A erlaubten Getriebe.
- Radaufhängung, Bremsen

Dieser Bereich wird durch Nachhomologationen manchmal etwas unübersichtlich.
- Achsübersetzung. Diese muss von der in Gruppe N unterschieden werden, d. h. in Gr. A können völlig andere Achsübersetzungen homologiert sein als in Gr. N.
- Den Abschluss bilden Fotos des Motors, des Zylinderkopfes der Gemischaufbereitung usw. Alle oben erwähnten und bemaßten Teile werden noch einmal in einem Schwarz- weißbild meist minderer Qualität vorgestellt. Hier ist auch Raum zu zeigen, an welcher Stelle die Maße zu nehmen sind.

Alle Seiten sind durch Perforation mit einer Art Siegel vor einfachen Manipulationen geschützt.
Die meisten Tourenwagen sind sowohl in Gruppe A und N homologiert. Ausnahmen sind u. a. der Subaru Legacy 2.0 4WD mit Hom.-Nr. 5591, der nur in Gruppe A starten darf. Gleiches gilt für:
- Astra-G-CC mit 1998.4 cm³, Hom. Nr. 5589
- Golf 1.8 20V, 1781 cm³, Hom. Nr. 5584
- Citroën Xsara VTS 1,8 l, Hom. Nr. 5612

und noch einige Modelle von Fiat, Ford (GB), Mitsubishi, Nissan, Peugeot, Renault, Rover, Suzuki und Toyota.
Aktuelle (April 2010) Fahrzeuge, die zwar in der Gruppe N, aber nicht in der Gruppe A startberechtigt sind, sind:
- Škoda Octavia 1.8 20V 4x4 Turbo, Homologationsnummer A/N 5670
- Mitsubishi Lancer Evo VIII MR, Homologationsnummer A/N 5673
- Subaru Impreza WRX STi (2004), Homologationsnummer A/N 5676
- Mitsubishi Lancer Evo IX, Homologationsnummer A/N 5688
- Subaru Impreza WRX STi (2005), Homologationsnummer A/N 5695
- Subaru Impreza WRX STi (2007), Homologationsnummer A/N 5714
- Mitsubishi Lancer Evo X, Homologationsnummer A/N 5718
- Subaru Impreza WRX STi Spec C (2009), Homologationsnummer A/N 5732

Dennoch werden all diese Fahrzeuge in den FIA-Listen sowohl in Gruppe A als auch Gruppe N gelistet.

### Gruppe N
Ein typischer Vertreter der Gr. N ist der BMW 320i (E46/4) mit 1.993 cm³ Hubraum. Seine Homologationsnummer ist A+N 5624. Diese wurde am 1. März 2001 ausgestellt und gilt bis 2010.
Angaben zum Gewicht und zum für das Tieferlegen wichtige Maß zwischen Radnabe und Radkasten finden sich im N-Homologationsblatt. Der Artikel 254 des Int. Automobil-Sportgesetzes regelt die in Gruppe N erlaubten Änderungen. So dürfen ausdrücklich nur Arbeiten durchgeführt werden, die zum normalen Unterhalt des Wagens gehören. Änderungen, die darüber hinausgehen, ziehen eine Umstufung mindestens nach Gruppe A nach sich.
Ein typisches N-Blatt trägt folgende Eintragungen:
- Homologationsnummer, z. B. N-5347
- gültig ab: (Datum der Homologation), z. B. 1/01/1988
- Hersteller (z. B. Citroën) und Handelsbezeichnung, also z. B. AX Sport
- Hubraum
- Mindestgewicht
- Mindesthöhe zwischen Radnabe und Radkasten v. + h.
- ergänzende Angaben zu Material und Maßen des Motors
- genaue Beschreibung der Nockenwelle mit Steilheit der Nocken und Steuerzeiten

weil in Gruppe N die Nockenwelle nicht geändert werden darf. Das heißt praktisch, dass sie doch geändert wird, aber nur so weit, dass die angegebenen Maße eingehalten werden.
- Spezifikationen der Ventilfedern
- Anzahl der Gänge und Übersetzungsverhältnis des Gruppe-N-Getriebes (ein zusätzliches Getriebe muss extra homologiert sein)
- Felgen mit Durchmesser, Breite, Material und Einpresstiefe (aber ohne Lochkreisdurchmesser)
- Länge, Durchmesser und Material des/der Stabilisatoren
- Maße der Fahrwerksfedern ohne/mit Belastung
- mögliche Varianten

Ähnlich wie das A-Blatt sind alle Seiten durch Perforation mit einer Art Siegel vor einfachen Manipulationen geschützt.

## Weitere Unterteilung
Innerhalb der Gruppen werden die Fahrzeuge nach Hubraumklassen unterteilt. Gebräuchlich sind heute die Klassen
- bis 1400 cm³
- über 1400 bis 1600 cm³
- über 1600 bis 2000 cm³
- über 2000 cm³

In früheren Jahren, bis ca. 1980 war auch eine Unterteilung der Klasse bis 1400 cm³ üblich. Die Hubraumgrenzen betrugen 700, 850, 1000, 1150 und 1300 cm³. Wegen der oben beschriebenen Mindeststückzahl waren z. B. die Autos von Carlo Abarth nicht in der seriennächsten Klasse homologiert.

## Formel 3
Drei Motoren von Renault sind für die F3 homologiert: vom Clio Williams, Megane Coupe und Clio Sport 2.0, alle mit 2 l Hubraum. Daneben sind noch die Hersteller Nissan, Mitsubishi und diverse andere vertreten.